# Didi Maier

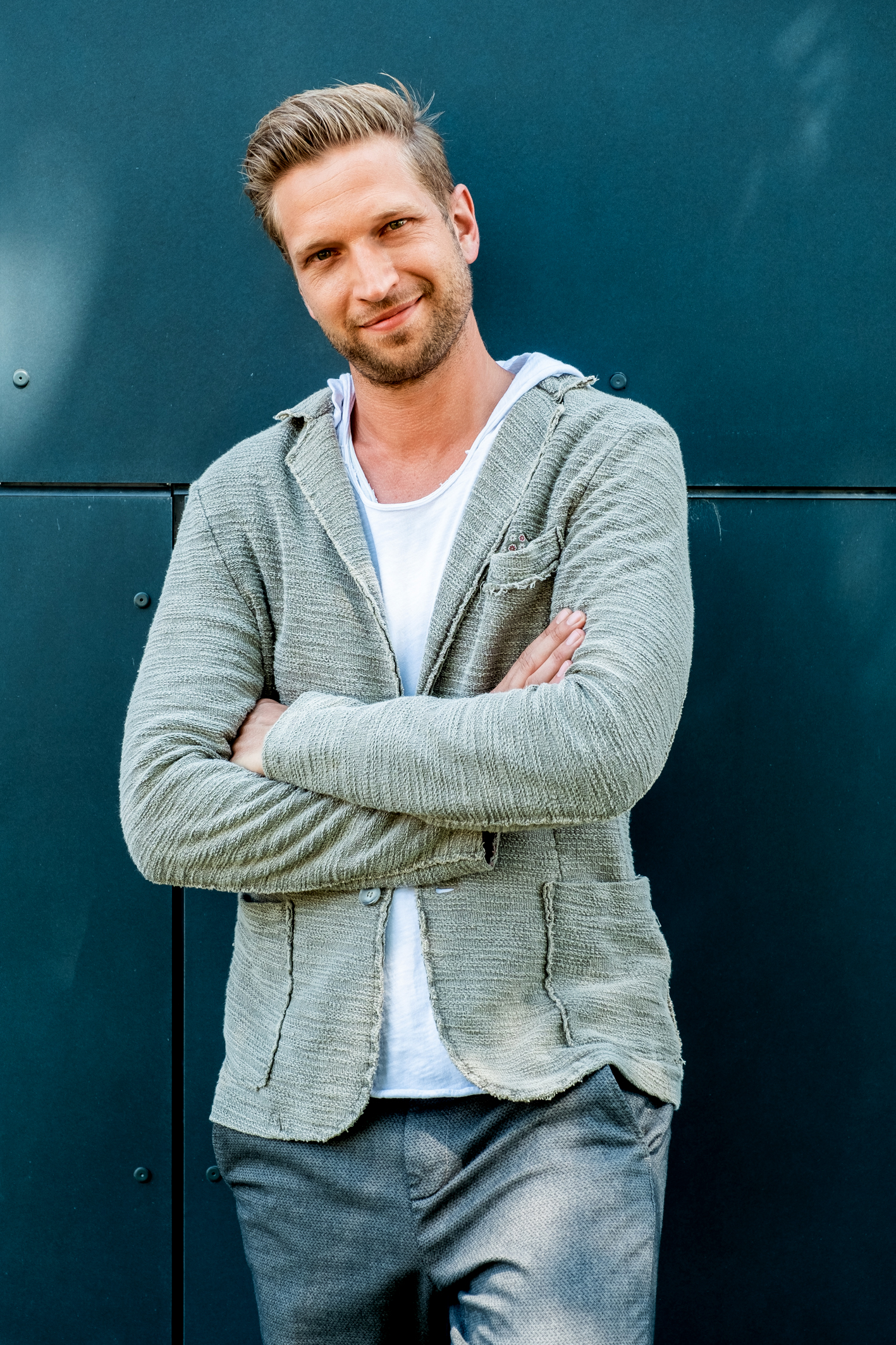
Didi Maier

Didi Maier (eigentlich Ditmar Tobias Maier; * 16. November 1983 in Salzburg) ist ein österreichischer Koch.

## Werdegang
Ditmar Maier ist das dritte Kind der Sterneköchin Johanna Maier und ihres Ehemanns Dietmar Maier. Nach seinem Schulabschluss begann er 1999 seine Lehre zum Koch im Familienbetrieb Relais & Chateaux Hotel Hubertus in Filzmoos, das bis 2020 von seinen Eltern unter dem Namen Das Maier geführt wurde.
Nach Abschluss seiner Lehre im Jahr 2002 folgten zahlreiche Lehrstationen im Ausland, unter anderem im Schloßhotel Lerbach bei Dieter Müller, im Restaurant La Cabro d’Or in Les Baux-de-Provence, im Restaurant de Librije bei Jonnie Boer und im AAA 4 Diamond Beach House. Nach seiner Rückkehr in den elterlichen Betrieb im Jahr 2011 kochte Maier an der Seite seiner Mutter um die vierte Haube von Gault Millau.
Im September 2014 eröffnete Maier mit dem Lifestyle-Restaurant Didilicious sein erstes Restaurant im Salzburger Einkaufszentrum Europark, das bereits ein Jahr später mit einer Gault-Millau-Haube ausgezeichnet wurde; es bietet Hausmannskost an.
Ein Jahr später eröffnete Maier im selben Einkaufszentrum sein zweites Lokal The Bakery, ein Frühstückssalon und eine Mischung aus Bäckerei, Lounge und Shop. Im Sommer 2020 folgte die Eröffnung seines dritten Lokals mit der Übernahme des seit 1952 bestehenden Salzburger Cafés Das Wernbacher.
Er ist auch als Moderator von Kochsendungen im österreichischen Fernsehen zu sehen.

## Auszeichnungen
2009 wurde Didi Maier von Gault-Millau zum Newcomer des Jahres ausgezeichnet.

## Fernsehauftritte
- Kochgiganten, Puls 4
- Das jüngste Gericht, Puls 4
- Café Puls, Puls 4
- Sehr witzig, Puls 4
- Schmeckt perfekt, ORF
- Harrys schönste Zeit, ORF
- The Taste, Sat.1